# Monsieur Dood part pour Hollywood
Pour plus de détails, voir Fiche technique et Distribution.
Monsieur Dood part pour Hollywood (Stand-In) est un film américain réalisé par Tay Garnett, sorti en 1937.

## Synopsis
Fowler Pettypacker, directeur de la banque Pettypacker & Sons, décide de ne pas tenir compte de la recommandation faite par son vice-président, Atterbury Dodd, de ne pas vendre Colossal Film Company, qui a perdu de l'argent, à la société Hollywood Cinema Finance. Atterbury, considéré comme le cerveau le plus brillant développé par Wall Street au cours des dix dernières années, veut protéger l'investissement des 30 000 actionnaires de la société, et se propose d'aller à Hollywood pour enquêter. Pettypacker accepte, mais avertit Atterbury de ne pas revenir s'il échoue. À Hollywood, Nassau, l'actionnaire principal de Hollywwod Cinema Finance, est célèbre pour avoir fait de l'argent en vendant des studios après les avoir fermés. Il conspire avec la star Thelma Cheri, sa fiancée, le réalisateur Koslofski et l'attaché de presse Tom Potts pour faire tourner par le studio de nouvelles prises coûteuses de scènes de leur film actuel. Tout étonné par la découverte de la capitale du cinéma, Atterbury rencontre heureusement la doublure de Cheri, Lester Plum, quand elle saute dans sa limousine et y enlève ses chaussures. Plus tard, Atterbury rend une chaussure qu'elle a laissée dans la limousine, et Lester, qui connaît intimement le métier pour avoir été une enfant star, propose à Atterbury, naïf et timide, d'être sa secrétaire. Ne faisant pas attention à Lester, Atterbury apprend d'elle les pas de danse qu'il utilise avec Cheri à la soirée de Koslofski, provoquant ainsi la jalousie et l'ire de Lester.  
Après la projection en avant-première du dernier film de Cheri, "Sex and Satan", le producteur Douglas Quintain, qui a fait de Cheri une star et qui l'aime toujours, qualifie le film de raté et presse Atterbury de le jeter au rebut, plutôt que de tenter de le sauver en retournant des scènes. Koslofski conseille de son côté des prises coûteuses et met les problèmes sur le compte de l'ivresse de Quintain. Quand Cheri dit que les accusations de Koslofski sont vraies, Quintain démissionne et se met à boire, mais Atterbury organise une avant-première et les réactions du public lui apprennent que Quintain avait raison. La seule façon de sauver le studio est de recouper le film, mais le contrat de Cheri stipule qu'elle doit approuver le montage. Réalisant que le contrat de Cheri sera considéré comme rompu si elle est prise dans un scandale, Atterbury l'emmène boire. Aux petites heures du matin, une Cheri ivre se glisse sous la table d'un club, et quand Atterbury la rejoint, leur "romance" fait les gros titres.  
Pettypacker lit les nouvelles et licencie Atterbury, puis accepte de vendre le studio à Nassau. Après que Lester a reproché à Atterbury de ne pas se soucier des employés du studio qui perdront leur emploi, Atterbury convainc les employés sceptiques de travailler avec Quintain pendant quarante-huit heures sans rémunération pour transformer le film en une comédie, plutôt que de perdre leur emploi si le film est abandonné et que le contrat avec Nassau est conclu. Nassau est ensuite solennellement jeté par-dessus le mur du studio, et après qu'Atterbury a dicté à Lester un télégramme informant Pettypacker de la situation, il consulte sa liste de choses à faire, voit qu'il a écrit "Proposer le mariage à Mlle Plum", et lui fait sa demande. Elle accepte et ils s'embrassent. 

## Fiche technique
- Titre original : Stand-In
- Titre français : Monsieur Dood part pour Hollywood
- Réalisation : Tay Garnett
- Scénario : Gene Towne et C. Graham Baker, d'après le roman de Clarence Budington Kelland
- Direction artistique : Alexander Toluboff
- Costumes : Helen Taylor
- Photographie : Charles G. Clarke
- Son : Paul Neal
- Montage : Otho Lovering, Dorothy Spencer
- Production : Walter Wanger
- Société de production : Walter Wanger Productions
- Société de distribution : United Artists
- Pays d'origine :  États-Unis
- Langue originale : anglais
- Format : Noir et blanc  — 35 mm — 1,37:1 — son mono
- Genre : Comédie
- Durée : 91 minutes
- Dates de sortie : États-Unis : 29 octobre 1937

## Distribution
- Leslie Howard :  Atterbury Dodd
- Joan Blondell : Lester Plum
- Humphrey Bogart : Douglas Quintain
- Alan Mowbray : Koslofski
- Marla Shelton : Thelma Cheri
- Jack Carson : Tom Potts
- C. Henry Gordon : Ivor Nassau
- Tully Marshall : Fowler Pettypacker
- Anne O'Neal : la mère d'Elvira